# Filippo Misuraca
Filippo Misuraca (Mussomeli, 25 marzo 1951) è un politico italiano.
Fondatore della società Cereal Sud Srl.
Da sempre impegnato anche nel mondo della cooperazione per lo sviluppo dell'impresa in Sicilia. Ha ricoperto, infatti, numerosi incarichi:
- Presidente ed Amministratore di aziende private;
- Presidente provinciale Unione Cooperative di Agrigento;
- Presidente regionale della Confcooperative Sicilia per due mandati, la seconda elezione avvenuta per acclamazione;
- Componente del Consiglio Nazionale di Presidenza della Confcooperative con incarico sulle problematiche del Mezzogiorno;
- Componente del Consiglio Regionale dell'Economia e del Lavoro (C.RE.L.);
- Componente del Comitato per l'Imprenditoria giovanile (Legge 44 – De Vito);
- Consigliere d'Amministrazione dell'Ente di Sviluppo Agricolo della Regione Siciliana (E.S.A.).

Esponente di lungo corso di Forza Italia, è stato eletto per la prima volta alla Camera dei deputati nella XIII legislatura, con un collegamento a Forza Italia nel collegio maggioritario di Caltanissetta. Nel corso della legislatura è stato componente della Commissione Agricoltura e segretario della Commissione parlamentare di inchiesta sul dissesto della Federazione italiana dei consorzi agrari.
Nella legislatura successiva è stato riconfermato a Montecitorio nello stesso collegio, ma con un collegamento alla lista civetta Abolizione dello scorporo, andando a far parte delle Commissioni Agricoltura e Antimafia. Riconfermato per il terzo mandato alla Camera attraverso la candidatura nella lista di Forza Italia per la circoscrizione Sicilia 1, è stato nominato componente delle stesse Commissioni.